# 5416 Estremadoyro
5416 Estremadoyro este un asteroid din centura principală de asteroizi.

## Descriere
5416 Estremadoyro este un asteroid din centura principală de asteroizi. A fost descoperit pe 7 noiembrie 1978 la Observatorul Palomar de Eleanor Francis Helin și Schelte J. Bus. Asteroidul prezintă o orbită caracterizată de o semiaxă mare de 2,78 ua, o excentricitate de 0,24 și o înclinație de 8,4° în raport cu ecliptica.